# Biplano (romanzo)
Biplano (Biplane, 1966) è un romanzo dello scrittore statunitense Richard Bach.

## Analisi
L'aeronautica, o meglio il volo, è un tema ricorrente in tutte le opere di Bach, tanto più in "Biplano" che resta solo superficialmente la cronaca del viaggio intrapreso dall'autore nel ritornare a casa pilotando un raro biplano d'epoca appena acquistato, un Detroit-Parks Speedster P-2A del 1929.
In realtà, appena sotto la superficie, il lettore viene accompagnato dalla poesia del volo e del viaggio, dalle riflessioni dell'autore sul significato del volo come metafora della vita stessa, dove le decisioni da prendere sono spesso così importanti da giustificarne il rischio anche senza la certezza del risultato.

Lo scrittore Ray Bradbury, autore dell'introduzione, scrive al riguardo: 
Così si svolge a tappe il volo verso casa, sperimentando le sensazioni interiori, come il disappunto per aver sottovalutato il vento laterale in un atterraggio ed aver danneggiato il proprio velivolo, o la calda sensazione dell'amicizia data dalla condivisione con alcuni personaggi incontrati, profondamente legati al rispetto per il volo e per le macchine volanti che ne hanno segnato la storia. Sperimentando anche le sensazioni fisiche di quel volo pionieristico, fatto di abitacoli aperti, di minuscoli parabrezza, di freddo così intenso da dover ricorrere ad espedienti più psicologici che fisici per potersi riscaldare, come il girare una fantasiosa manovella nel pannello comandi per mettere in movimento i muscoli fino al prossimo atterraggio, di notti passate a dormire in un sacco a pelo sotto l'ala inferiore, appena al di sotto di un tetto fatto solo di stelle.
(Da Biplano di Richard Bach)
Il viaggio si conclude con l'ultima sfida, l'attraversamento del passo montano che lo separa dalla sua città, dalla meta prefissata, e dei rischi che l'autore decide di prendere, confortato dalla simbiosi con il suo aereo, per sfidare il tempo inclemente che gli sbarra la via.
Tutto il romanzo lo si può leggere come una metafora, un insegnamento a riappropriarsi della vita "a bassa velocità", quella che ci permette di osservare i particolari che altrimenti scorrerebbero via senza lasciare alcun segno.

## Trama

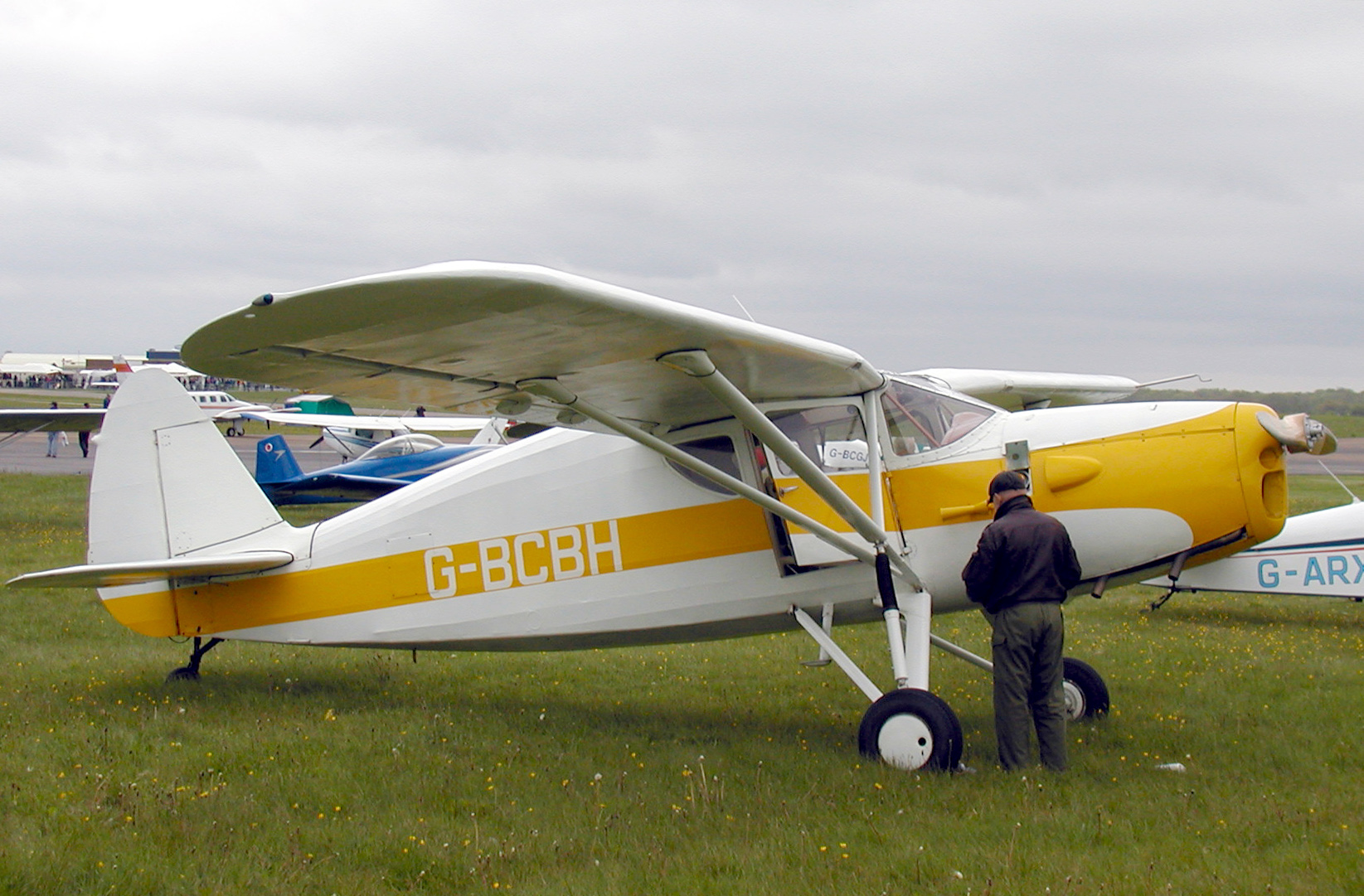
Un Fairchild 24 Argus III costruito nel 1944.

L'autore compie il viaggio da Los Angeles, California, costa ovest degli Stati Uniti d'America, con un aereo da turismo, un Fairchild 24 dotato dei comfort e della sicurezza data da un velivolo costruito dopo la guerra. Radar, cabina di pilotaggio chiusa, motore affidabile, un'automobile con le ali, nulla a che fare con il Detroit-Parks Speedster P-2A, un biplano del 1929 che il collezionista Colt's Neck, in Alabama, conservava in un hangar e che avrebbe scambiato con il Fairchild di Bach. Comincia così il viaggio dell'autore che ai comandi del suo nuovo/vecchio aereo intraprende per tornare a casa, in California, ad oltre quattromilatrecento chilometri, scoprendo il sapore di quel modo di volare così diverso da quello che aveva quando era riservista nella U.S. Air Force. In questo viaggio incontrerà persone con la stessa passione per il volo e semplici curiosi, ed affronterà problemi che ne metteranno alla prova la fiducia nelle proprie possibilità e il legame instaurato con il proprio velivolo.

## Edizioni
- Richard Bach, Biplano, collana SuperBUR, Rizzoli, 1977,  p. 205, ISBN 88-17-11343-3.